# Maison forte d'Épeisses
La maison forte d'Épeisses, appelée autrefois Les Peisses, est située à Vourles dans le département du Rhône, sur la rive droite du Garon.

## Description
Le corps de logis et les dépendances forment un quadrilatère disposé autour d’une petite cour intérieure.
Il subsiste une porte surmontée d'une tour carrée, l'ensemble datant du XVIe siècle.
La maison forte est une propriété privée. Elle ne se visite pas.

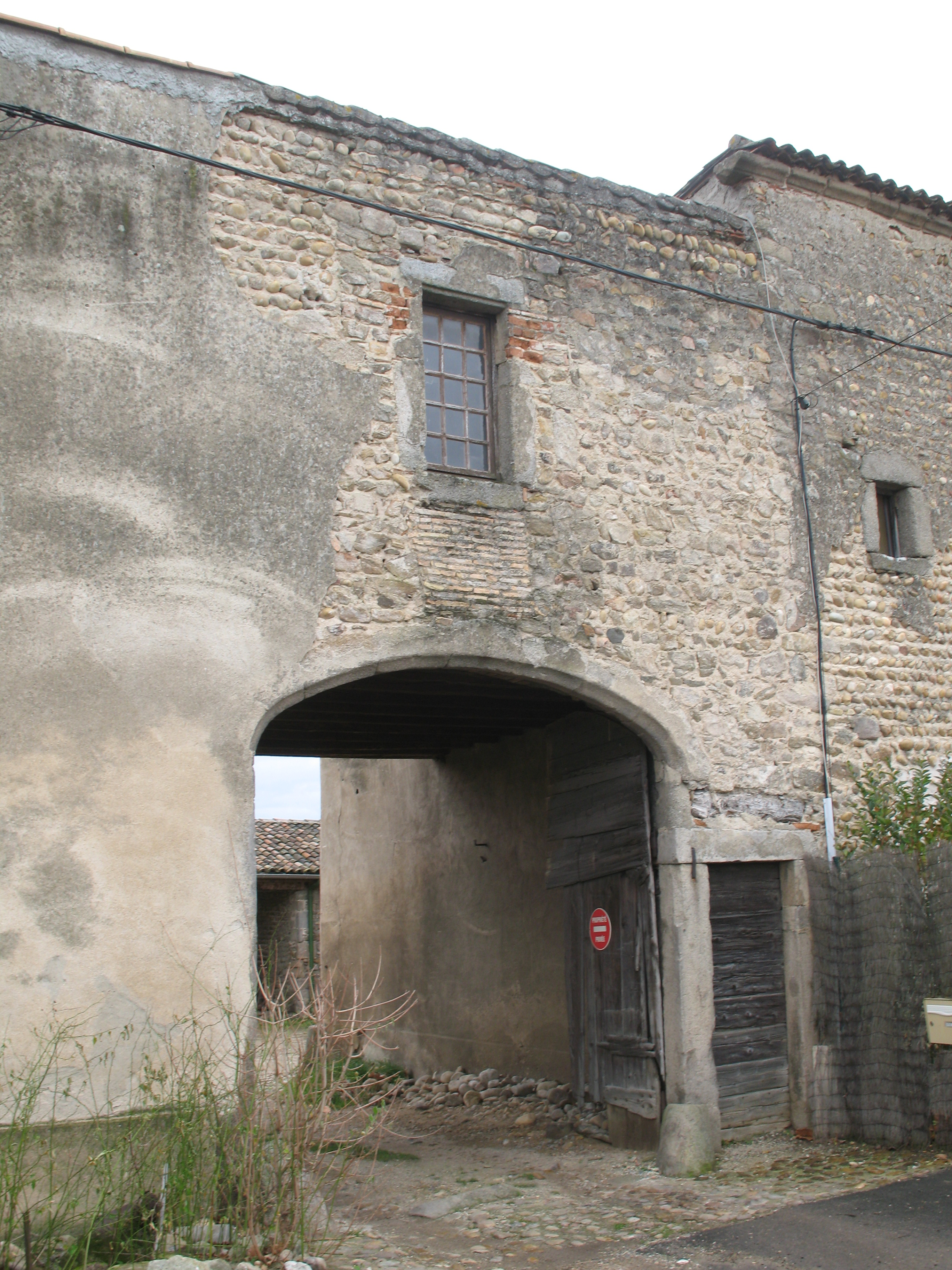
Entrée, côté ouest.
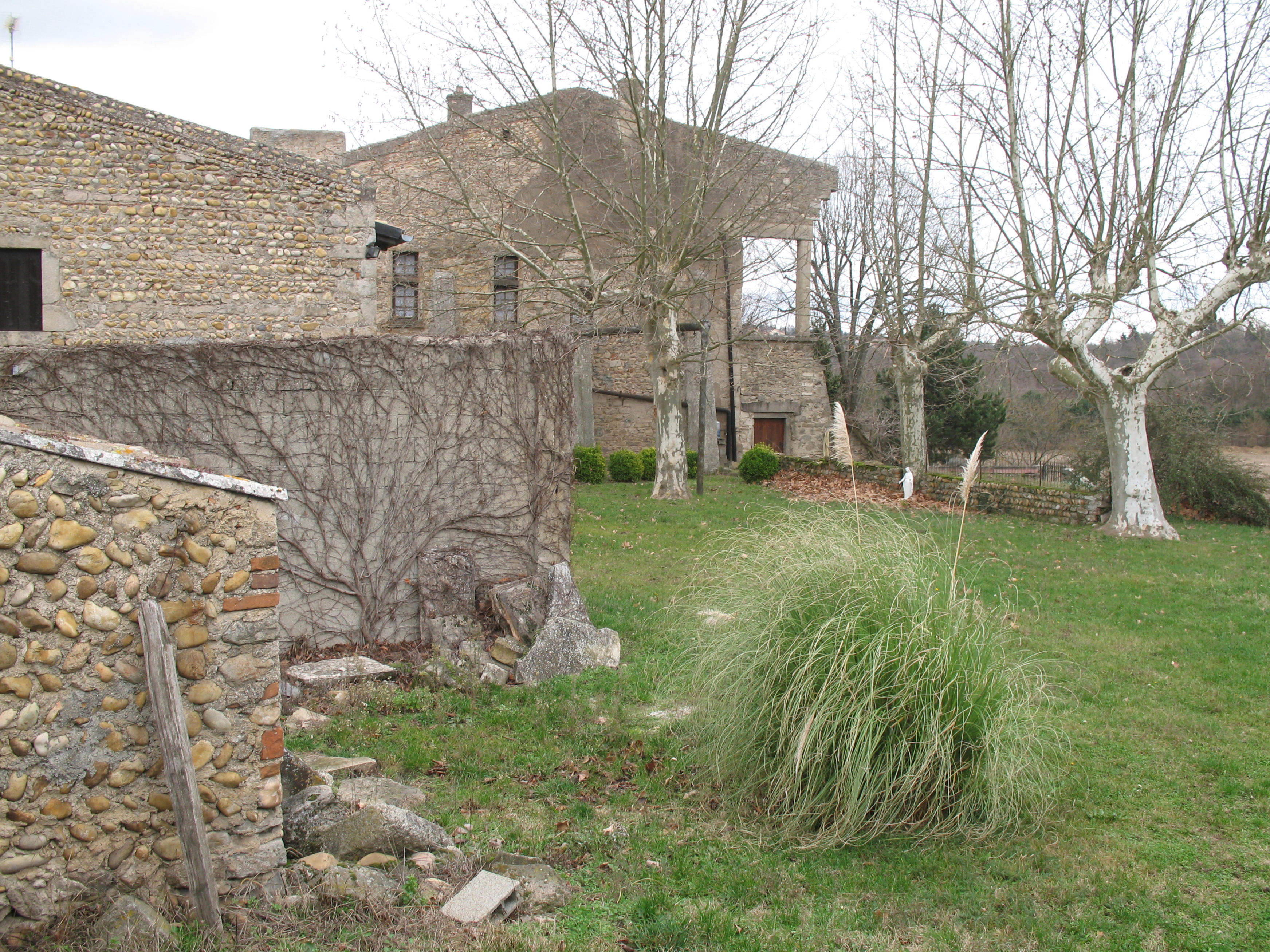
Côté sud.
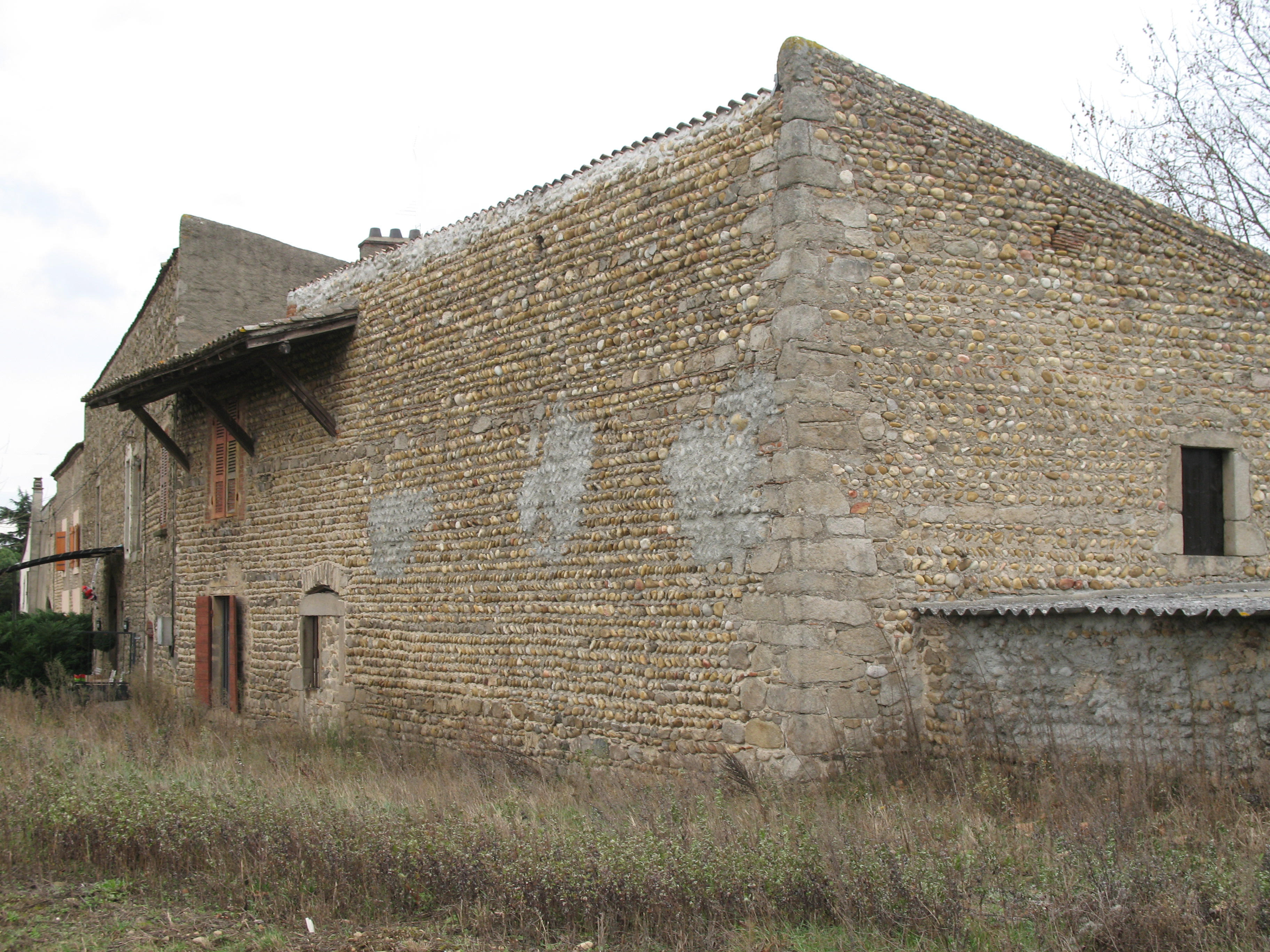
Façade occidentale.

## Historique

Armes des Mermier

Vers l’an mil, Épeisses appartient à des frères hospitaliers. En 1314, les terres deviennent un fief au profit de Lambert Parent ; jusqu'à la Révolution, ce fief fera partie de la paroisse d'Orliénas. En 1366, un titre atteste l'existence du castrum de Piscibus.
La famille Faye possède les terres à partir du XVe siècle et jusqu’au début du XVIIe siècle. Citons : vers 1500, Pierre ; vers 1528, Jean qui épouse Jeanne Clavel au milieu du XVIe siècle ; Pierre, fils des précédents qui épouse Méraude Paterin et jusqu’en 1581 Barthélemy (????-1581), fils des précédents, président aux requêtes qui épouse Marie Viole. Sa mort singulière est relatée ainsi : « [le] bon homme Mr d’Espesses […], pour s’estre endormy dedans sa chaize en son cabinet, est tombé dedans le feu sans se pouvoir relever et, luy seul, est mort ». Leur fils Jacques (1543–1590), magistrat, président au Parlement de Paris qui épouse en 1576 Françoise de Chalvet, dame de Fréluc en hérite puis son fils Charles, baron de Trizac, conseiller au Parlement de Paris, Maître des requêtes, ambassadeur en Hollande, conseiller d’État ; il épouse en 1617 Charlotte de Fourcy et meurt sans postérité.
D'autres propriétaires sont attestés : famille Prost au XVIIe siècle, Pierre Joseph d'Allery en 1699, Marc Antoine de Randin, capitaine d'infanterie en 1721 puis Louis Blanchet de Pravieux (1697–1763) jusqu'en 1753 et Pierre Mermier, écuyer, conseiller du roi, seigneur de Moleise, jusqu'en 1772 (frère de Anne-Nicolas Mermier, secrétaire du roi, receveur général des aides et octrois de la ville de Lyon, seigneur de Lissieu). Ce dernier vendit le domaine à Charles Riboud, de Lyon, qui effectue des restaurations.
La demeure est le siège d’une exploitation agricole.
Dans les années 1900, cette maison forte s'est divisée petit à petit jusqu'à en devenir des habitations ; au XXIe siècle, 8 familles y habitent.

## Armoiries
- Parent : d'argent à la fasce de sable et à un lion issant de gueules.
- Faye : d'argent à la bande d'azur chargé de 3 cols de licorne coupés d'or.
- Blanchet de Pravieux : d’azur à la bande d’or, accostée de deux plantes de lis d’argent.
- Mermier : (Lyon - An. 1718) d'azur, à une Foi d'argent, accompagnée de trois grenades d'or, ouvertes de gueules.